# Butcher Babies
Butcher Babies ist eine US-amerikanische Metal-Band aus Los Angeles. Die Band stand bis 2020 bei Century Media unter Vertrag und hat bislang drei Studioalben veröffentlicht. Seit 2020 veröffentlicht die Band ihre Songs selbst.

## Geschichte
Die Band wurde im Jahre 2009 von den Sängerinnen Carla Harvey und Heidi Shepherd gegründet. Beide arbeiteten zuvor als TV- bzw. Radiomoderatorinnen für den Playboy-Konzern und lernten sich in einer rein weiblichen Punkband kennen. Nachdem diese auseinanderbrach gründeten die Musikerinnen zusammen mit dem Gitarristen Henry Flury (Amen), dem Bassisten Jason Klein (Azdacho) und dem Schlagzeuger Chris Warner (Scars of Tomorrow) die Band Butcher Babies. Der Bandname stammt von dem Lied Butcher Baby von der Band Plasmatics. Carla Harvey und Charlie Benante (Schlagzeuger von Anthrax) machten 2019 ihre Beziehung öffentlich.

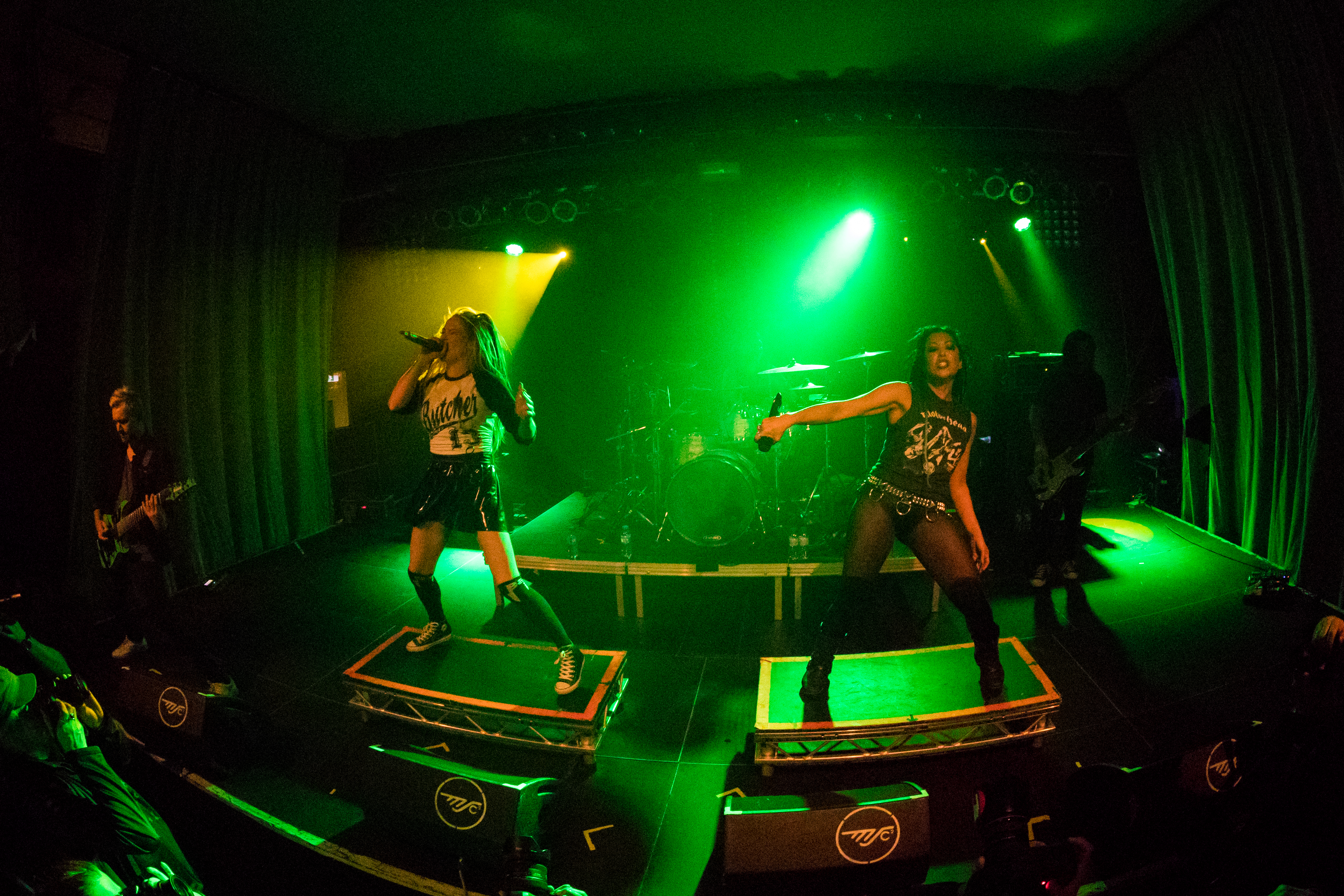
Live in Mannheim (2018)

In Eigenregie veröffentlichte die Band im Jahre 2011 ihre erste Single Blonde Girls All Look the Same und ein Jahr später die EP Butcher Babies. Letztere wurde von Andrew Murdock produziert, der bereits mit Bands wie Godsmack oder Avenged Sevenfold gearbeitet hat. Ende 2012 wurde die Band von Century Media unter Vertrag genommen. Es folgte eine Nordamerikatournee im Vorprogramm von Marilyn Manson, bevor die Band zusammen mit dem Produzenten Josh Wilbur ihr Debütalbum Goliath aufnahm.
Das Album wurde im Juli 2013 in den USA veröffentlicht und erreichte Platz 107 der US-amerikanischen Albumcharts. Die Butcher Babies nahmen an der Rockstar-Energy-Drink-Mayhem-Festival-Tour teil und teilten die Bühne mit Bands wie Five Finger Death Punch, Machine Head oder Amon Amarth. Goliath wurde schließlich im Januar 2014 in Europa veröffentlicht.
2023 konnte Sängerin Carla Harvey nicht an der Europatour teilnehmen, da sie wegen einer drohenden Netzhautablösung keine Anstrengungen unternehmen durfte und eine Operation nötig war. Ihre Kollegin Heidi Shepherd übernahm auf dieser Tour den kompletten Gesang. Im Juli 2024 gaben die Butcher Babies und Carla Harvey bekannt, dass sie ihre Rolle als Sängerin bei der Band nicht mehr fortführen würde.

## Stil
Die Musik der Butcher Babies wird in der Fachpresse unterschiedlich kategorisiert. Sie wird als Nu Metal, Groove Metal, Thrash Metal oder auch Modern Metal bezeichnet. In den Anfangstagen bezeichnete die Band ihren Stil als Slut Metal (englisch für Schlampen Metal). Matthias Weckmann vom deutschen Magazin Metal Hammer kritisierte in seiner Rezension von Goliath, dass „zwei paar Busen vergeblich musikalische Argumente ersetzen sollen“ und ergänzte, dass das Album „mehr nach Marketing als nach Metal“ klänge.

## Diskografie

### Alben
| Jahr | Titel Musiklabel                 | Höchstplatzierung, Gesamtwochen, AuszeichnungChartsChartplatzierungen (Jahr, Titel, Musiklabel, Platzierungen, Wochen, Auszeichnungen, Anmerkungen) | Anmerkungen                            |
| Jahr | Titel Musiklabel                 | US | Anmerkungen                            |
| ---- | -------------------------------- | --- | -------------------------------------- |
| 2013 | Goliath Century Media            | US112 (1 Wo.)US | Erstveröffentlichung: 9. Juli 2013     |
| 2015 | Take It Like a Man Century Media | US76 (1 Wo.)US | Erstveröffentlichung: 21. August 2015  |
| 2017 | Lilith Century Media             | — | Erstveröffentlichung: 27. Oktober 2017 |
| 2023 | Eye for an Eye Sumerian Records  | — | Erstveröffentlichung: 7. Juli 2023     |

### EPs
- 2012: Butcher Babies
- 2014: Uncovered

### Singles
- 2020: Bottom of the Bottle (mit Andy James)
- 2020: Sleeping with the Enemy
- 2021: Yorktown